# Carbazol
Carbazol é um composto orgânico aromático heterocíclico. Possui uma estrutura tricíclica, consistindo de dois anéis benzênicos de seis membros fundidos cada um de um lado de um anel de cinco membros contendo nitrogênio. A estrutura do composto é baseada na estrutura do indol mas na qual um segundo anel benzeno é fundido no anel de cinco membros na posição 2-3 do indol (equivalente à ligação dupla 4a-9a no carbazol).

## Síntese
Uma síntese orgãnica laboratorial clássica para o carbazol é a ciclização Borsche-Drechsel. Na primeira etapa fenilidrazina é condensada com cicloexanona à correspondente imina. A segunda etapa é uma reação de transposição catalisada por ácido clorídrico e reação de fechamento de anel a tetraidrocarbazol. Numa modificação ambos as etapas são transformadas em uma única pela condução da reação em ácido acético. Na terceira etapa este composto é oxidado por vermelho chumbo ao carbazol. Outra síntese clássica é a síntese de carbazola de Bucherer.